# Pirámide de Couhard
La pirámide de Couhard (también conocida como piedra de Couhard, anteriormente Couart) es un monumento antiguo que se alza cerca de la antigua necrópolis del "Champ des Urnes" de Autun, localidad francesa del departamento de Saona y Loira (región de Borgoña-Franco Condado). Su construcción se remonta probablemente al siglo I d. C.
Fue declarada monumento histórico en 1840.

## Etimología
Su nombre procede de la aldea de Couhard, cerca de la cual se encuentra.

## Descripción
Se trata de los restos de una pirámide de planta cuadrada de 10,50 m de lado y 22,65 m de altura. No posee ninguna cámara interior.

## Función del monumento
La pirámide se erigía en una de las grandes necrópolis de la ciudad romana de Augustodunum, la antigua Autun. Se situaba extramuros, al igual que los cementerios de todas las ciudades romanas. La pirámide de Couhard, cuya interpretación ha suscitado numerosas controversias, era muy probablemente un monumento funerario: una tumba que cubría los restos de un difunto, o un cenotafio que honraba su memoria.

## Arquitectura

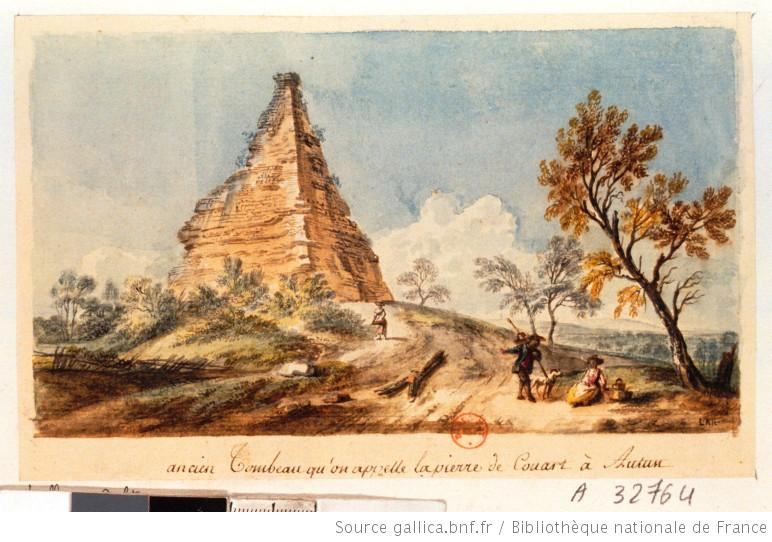
Representación de la piedra de Couart en una acuarela del (Jean-Baptiste Lallemand, 1716-1803). Biblioteca Nacional de Francia.

Sólo se ha conservado el bloque interior. Estaba revestido de un paramento regular que formaba una pirámide y alcanzaba una altura de unos 33 metros.
Según un plano de la ciudad de Autun de la época de Francisco I, la pirámide estaba recubierta en su origen por un paramento de mármol blanco.

## Excavaciones

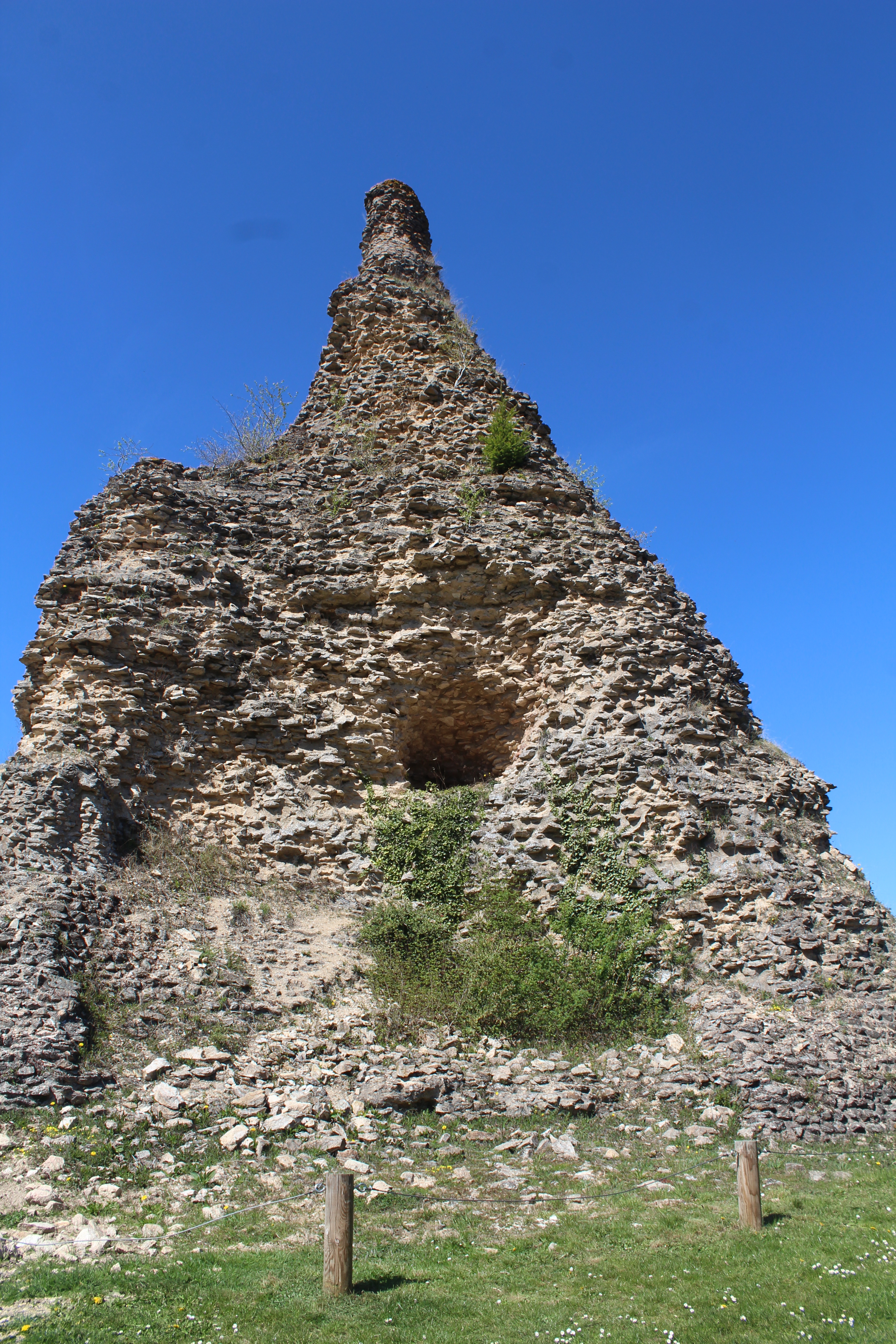
Vista del orificio

En la actualidad la pirámide presenta un orificio, que se debe a las excavaciones realizadas en 1640 por el abad Nicolas de Castille. Esperaba descubrir una sala interior, pero no encontró nada, ya que el edificio era macizo. El monumento ha sido objeto de numerosas interpretaciones, controversias e hipótesis. En 1802, Joseph Rosny, autor de la obra Histoire de la ville d'Autun, cuenta que muchos creían que se trataba de un monumento dedicado al druida Diviciaco, a raíz del supuesto descubrimiento en el siglo XVII de una medalla de oro en la que estaban inscritas las palabras "Gloria Ædorum druidumque".
En el siglo XIX se realizaron nuevas excavaciones, pero no arrojaron ningún resultado. En 1801 y 1877 se practicaron sondeos, así como durante las obras de rehabilitación de la base del edificio, realizadas por Desplaces y Martigny en 1840, para estudiar los cimientos de la pirámide.

### Tablilla
En 1960 se encontró en la base del monumento una "tablilla mágica" de plomo del siglo I (15,8 x 5,8 cm) con inscripciones en latín y griego, así como una gran cruz. En la actualidad se conserva en el Museo Rolin de Autun. El texto dice:
| ONESIFORVS MVSCLOSVS CARPVS ATTIANVS NEPOS VERACIS TITVS ΑΒΡΑΣΑ ΑΒΡΑΣΑΞ ΔΑΜΝΑΜΕΥΣ ΚΟΜΠΩΘ ΘΙΦΕΡΙΘ ΓΩΜΑΤΟΥ ΣΑΒΑΛΘΩΥΘ ΒΙΣΩΤΟΡΘ ΔΕΘΕΡΘ |

## Restauraciones
La pirámide ha sido sometida a varias obras de restauración. En una de ellas, realizada a principios de la década de 1980, se le aplicó mortero de cemento, lo que impedía que las piedras y la mampostería respiraran correctamente. A principios del siglo XXI comenzaron a producirse con cierta frecuencia desprendimientos de piedras de la pared. En 2021 se puso en marcha una nueva campaña de restauración de los monumentos antiguos de Autun, que comenzó con la pirámide de Couhard y que se desarrolló entre abril y julio de 2021. Las obras consistieron en la retirada del cemento que se había aplicado anteriormente y el resellado de las juntas con cal, un material más respetuoso con la piedra. Se ha intervenido en las zonas en mal estado y se ha asegurado todo el conjunto.